# 里茨利峰
46°38′0.5″N 8°15′31.4″E / 46.633472°N 8.258722°E

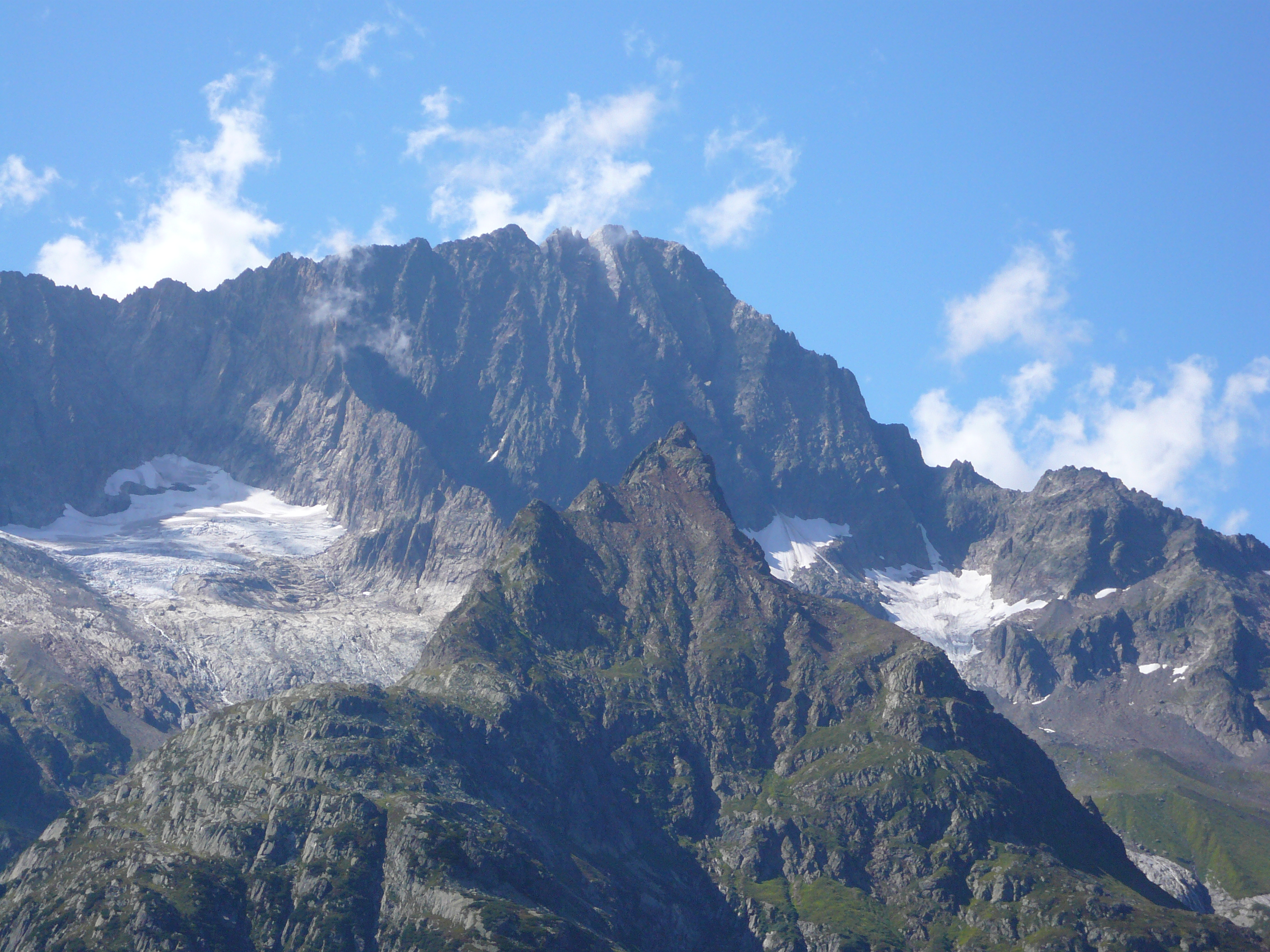

里茨利峰（德語：Ritzlihorn）是瑞士伯恩州的山峰，位於該國南部，屬於伯尔尼山的一部分，海拔高度3,282米，每年平均降雨量2,465毫米。